# Friction (εpsilonΦのアルバム)
「Friction」は、εpsilonΦの1stアルバム。2022年9月21日発売。
既発表曲に加え、「楽曲でキャラクターの成長を表現する」という意図から、3曲の新曲が制作された。
タイトル「Friction」は障壁・摩擦といった意味で、εpsilonΦメンバーの歪な関係性が表現されている。ジャケットイラストも壁に囲われたキャラクターが描かれていて、誰がどの位置でどのように囲われているかが、それぞれの感情や関係性を表している。

## 収録曲

### CD
1. Cynicaltic Fakestar
作詞：出口遼、作曲：HaTo、編曲：廣澤優也（HANO）・HaTo
アプリ「AAside」の烏丸玲司のストーリーに紐づいた曲[1]。二条遥と宇治川紫夕のツインボーカルが気持ち良く混ざるように設計されていて、バンドの実力を示すような技巧的な楽曲[2]。
2. Play With You
作詞：新田目駿（HANO）、作曲：藤井亮太、編曲：青木宏憲（HANO）・日直伸次（HANO）
アプリ「AAside」の宇治川紫夕を描いたストーリーに紐づく楽曲。"僕にとってはすべてが玩具"という「紫夕のイメージする紫夕の姿」が描かれている[2]。 歌詞の内容が非常に残酷だが、演じる榊原優希はかわいらしく歌っている。榊原は「その差、歪さが心地よく癖になる」と語る[2]。
歌詞に"愛"という言葉が登場する。後述の「光の悪魔」では"愛"という単語を避けたことから"哀"など別の「アイ」に置き換えることも発案されたが、榊原が「"愛"について小馬鹿にする感じが良いのでは」と提案し、"愛"が採用された[2]。
3. Sake it L⓪VE！
作詞：南野Emily、作曲：石田秀登、編曲：日直伸次（HANO）
アプリ「AAside」の二条奏のストーリーに紐づいた曲で、二条遥は歌唱しない。
4. ユメノアト
作詞・作曲： 藤井健太郎、編曲：HANO
5. End of Reason
作詞：白鷺雪兎、作曲：鋼鉄兄貴（HANO）、編曲：鋼鉄兄貴（HANO）・日直伸次（HANO）
アプリ「AAside」の鞍馬唯臣のストーリーに紐づいた曲。
6. Egoistic才Φ
作詞：新田目駿 、作曲・編曲：藤井健太郎
アプリ「AAside」の二条遥のストーリーに紐づいた曲で、遥のソロ曲。
7. Heroic
作詞・作曲：うみくん、編曲：Toshihiro
二条遥のソロ曲で、遥のコンプレックスを表現している。「歌の難易度が高い」と語られている[1]。
8. re:play
作詞・作曲・編曲：TAKE（FLOW）
ドラムの烏丸玲司をフィーチャーした楽曲のため、ドラムから始まる。また、1曲目「Cynicaltic Fakestar」の続編として作られている。紫夕のパートは玲司の怒りや苦しみを嘲笑っているようなイメージで歌われている。
この楽曲をもってTAKEが全5バンド（2022年時点）の楽曲制作に携わった[1]。
9. オルトロス
作詞・作曲：TEQNICA、編曲：eba
タイトルは双頭の犬の怪物から。ライブで初出発表された楽曲で、遥と奏の双子の兄弟の関係性を攻撃的に描いている。εpsilonΦの楽曲は宇治川紫夕が作曲を担当している設定だが、この楽曲は遥が制作したという設定で[1]、ボイスドラマ「オルトロス」のストーリーに紐づいている。
10. I'm picking glory
作詞・作曲・編曲：アザミ
前述のストーリー内で、二条奏が制作した楽曲[1]。奏が遥に向ける愛憎や強い感情が描かれている。宇治川紫夕のソロ曲となっている。
11. 光の悪魔
作詞・作曲・編曲：TK（凛として時雨）
εpsilonΦの初出発表時に使用された楽曲。
凛として時雨のギターボーカル・TKが制作した。同音異義語を使ったり、言葉の聞こえ方をあやふやにして「他の意味にも受け取れるような詞」にするTKの得意とする手法が本楽曲でも用いられている。終盤の「欲しかったのは“eye”だ」という歌詞は“愛”を候補としていたが、収録の際に榊原とTKで相談の末、「紫夕は“自分は愛を求めていない”と思っている」「紫夕か欲しいのは“自分を求める、見てくれる目”ではないか」と見解が一致し、現在の形となった[2]。
設定上は「紫夕が制作した楽曲」だが、前述のような“自分を見て欲しい”という紫夕の深層心理を「本人も気づかないうちに描いてしまった曲」として作られている[2]。
榊原は元々凛として時雨のファンで、 この曲を歌ったことについて「夢が叶った」と語っている[3]。
12. レゾンデートル
詞・作曲・編曲：*Luna
紫夕が心情を明かした内容の、εpsilonΦとしては珍しい王道ポップス的な楽曲。εpsilonΦ本来の作風とかなり離れているため、プロデューサーの北岡も「これでいいか悩んだ」「紫夕を一人の人間として描き切るために振り切った」と語っている[1]。この歌詞の心情に至るまでのストーリーが描かれたボイスドラマ「レゾンデートル」はアルバム発売より半年後に発表され、ライブでは「宇治川紫夕」名義で（バンドメンバーが掃け、一人になってから）歌唱された。

### Blu-ray Disc（生産限定盤のみ）
- ARGONAVIS LIVE 2022より

1st SHOW ARGONAVIS LIVE 2022 COVER FESTIVAL mini 映像
1. くちづけDiamond（Cover：WEAVER）/ Argonavis
2. 狂乱 Hey Kids!!（Cover：THE ORAL CIGARETTES）/ GYROAXIA
3. ニルヴァーナ（Cover：MUCC）/ Fantôme Iris
4. ロマンス（Cover：PENICILLIN）/ Fantôme Iris
5. unravel（Cover：TK from 凛として時雨）/ εpsilonΦ
6. ロキ（Cover：みきとP feat.鏡音リン）/ εpsilonΦ
7. グッバイ宣言（Cover：Chinozo feat.FloweR）/ εpsilonΦ
8. One Night Carnival（Cover：氣志團）/ 風神RIZING！
9. GO!!!（Cover：FLOW）/ ALL CAST